# 니그로 인종

콩고의 반투 소년

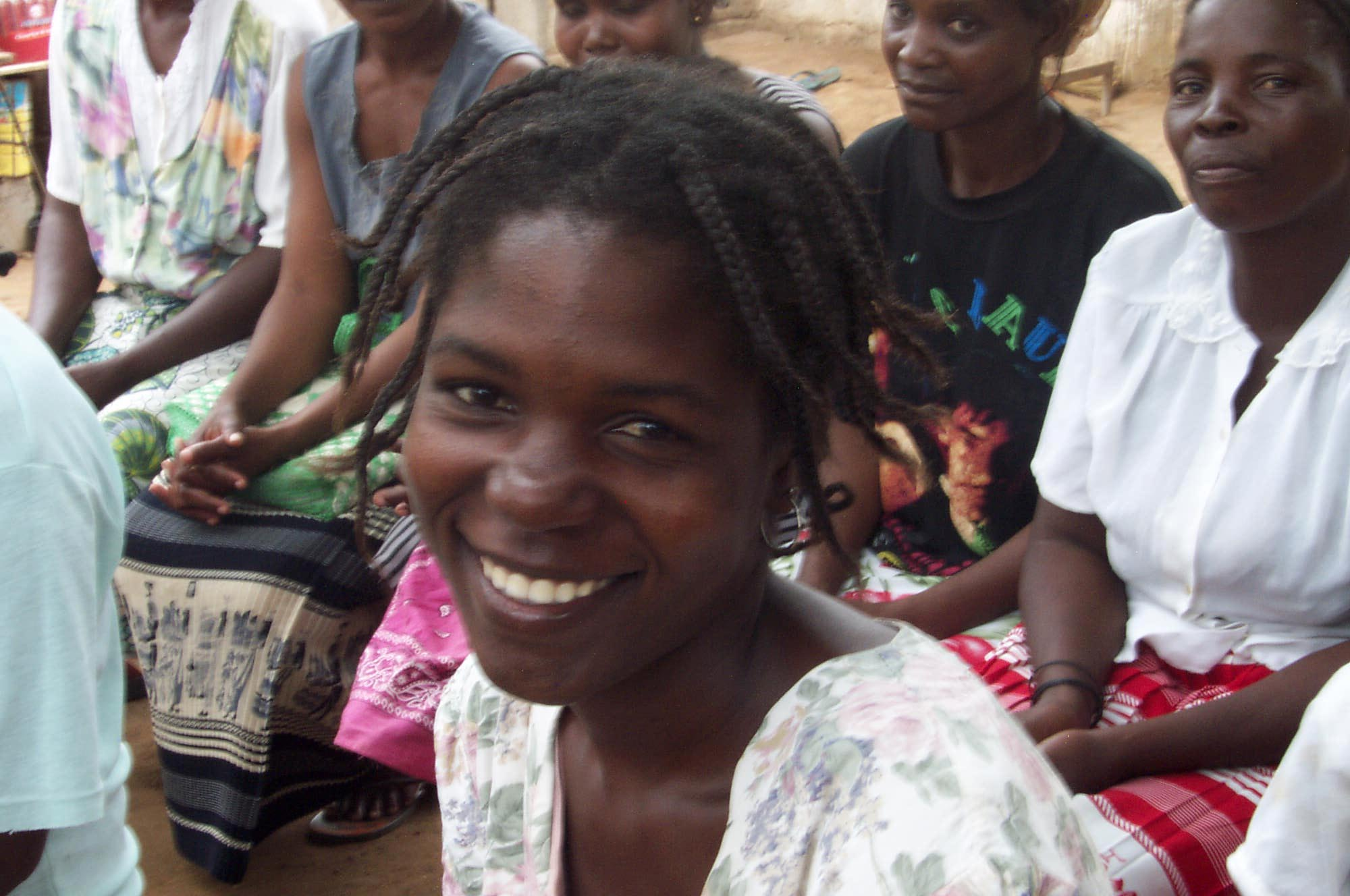
앙골라의 여인

니그로 인종(Negroid) 또는 흑인종(黑人種)은 주로 사하라 이남 아프리카에 거주하는 검은 피부의 사람들을 가리키는 구식 인종개념 분류다. 드물게 콩고 인종(Congoid)이라는 표현도 쓰였다.
피부색은 갈색 내지 흑갈색, 머리카락은 흑갈색이며 말려져 있거나 대부분이 곱슬이거나 고수머리이다. 눈은 갈색 내지 흑갈색이며, 코는 낮고 입술은 두껍다. 니그로 인종은 크게 아프리카 니그로와 오세아니아 니그로, 이렇게 두 인종으로 세분된다. 부시먼(Bushman) 등 남아프리카의 코이산계 민족은 간혹 별개의 인종으로 여겨지기도 한다.
1780년대 괴팅겐 역사학파에서 인류의 분류를 위하여 니그로 인종, 코카서스 인종과 함께 만들어낸 용어이다. 이후 식민시대에 서양의 학자들이 인종주의 관념론의 맥락에서 발전시켰다.

## 같이 보기
- 흑인
- 코카서스 인종
- 몽골 인종
- 오스트레일리아 인종